# Morgenländische Frauenmission
Die Morgenländische Frauenmission ist ein evangelischer Missionsverein in Berlin.
Sie wurde 1842 nach englischem Vorbild als Frauenverein für christliche Bildung des weiblichen Geschlechts im Morgenlande in Berlin gegründet. Es war einer der ersten deutschen Vereine überhaupt, der von Frauen gegründet wurde. Der Verein bildete Missionarinnen aus, zunächst für Indien, später auch für das heutige Indonesien und Afrika. Um 1900 bezog der Verein ein eigenes Gebäude in Berlin-Lichterfelde, das von dem Architekten Karl Siebold aus Bethel erbaute sogenannte „Missionsheim“ in der Finckensteinallee. Nach 1945 wurde eine Bibelschule betrieben, in der Missionarinnen, Gemeindehelferinnen und Katechteinnen ausgebildet wurden.
Seit 1984 gehört die Morgenländische Frauenmission zum Berliner Missionswerk. Der Verein betrieb eine Tagungsstätte mit Übernachtungsbetrieb, ein Altersheim und ein Seniorenwohnheim. 1983 wurde eine ehemalige Garage, die einem Direktor der I.G. Farben gehörte, in eine Kapelle umgewandelt.